# 索莫諾克 (伊利諾伊州)
索莫諾克（英語：Somonauk）是位於美國伊利諾伊州迪卡爾布縣和拉薩爾縣的一個村落。

## 地理
索莫諾克的座標為41°37′58″N 88°41′11″W / 41.63278°N 88.68639°W，而該地最高點為海拔高度209米（即686英尺）。

## 人口
根據2010年美國人口普查的數據，索莫諾克的面積為6.28平方千米，當中陸地面積為6.27平方千米，而水域面積為0.01平方千米。當地共有人口1893人，而人口密度為每平方千米301人。